# Junctivena gallowayi
Junctivena gallowayi är en stekelart som beskrevs av Ian D. Gauld 1984. Junctivena gallowayi ingår i släktet Junctivena och familjen brokparasitsteklar. Inga underarter finns listade i Catalogue of Life.